# Rosario de la Frontera
Rosario de la Frontera é um município capital do departamento Rosario de la Frontera da província de Salta, no noroeste da Argentina.

## Economia

### Termas
Rosario de la Frontera é conhecida como a cidade termal, graças às águas termais situadas em suas cercanias, atraindo turistas e empreendimentos hoteleiros.

### Hotelaria
- Hotel Termas Rosario de la Frontera, Ruta Nacional 34
- Hotel Cerro del Sol, em 20 de Febrero 553
- Hostería ACA , na Ruta Nacional 34 a 4 km.
- Residencial Rosario,  em Roca com 20 de Febrero.

## Personalidades locais
- Héctor Tizón, escritor, nascido em 21 de outubro de 1929 no então famoso Hotel de las Termas.